# کارینارو
کارینارو (به ایتالیایی: Carinaro) یک کومونه در ایتالیا است که در استان کسرتا واقع شده‌است.

## خصوصیات
کارینارو ۶٫۳ کیلومترمربع مساحت و ۷٬۱۳۴ نفر جمعیت دارد و ۱۹ متر بالاتر از سطح دریا واقع شده‌است.